# Anthomyia allecta
Anthomyia allecta este o specie de muște din genul Anthomyia, familia Anthomyiidae. A fost descrisă pentru prima dată de Walker în anul 1853.
Este endemică în Great Britain. Conform Catalogue of Life specia Anthomyia allecta nu are subspecii cunoscute.